# Scriptania syzygia
Scriptania syzygia là một loài bướm đêm trong họ Noctuidae.